# Jefferson Starship
A Jefferson Starship egy amerikai rockegyüttes, a népszerű Jefferson Airplane utódja, amelyet az eredeti együttes néhány tagja alapított 1970-ben. A csapat a Jefferson Airplane „Blows Against the Empire” albumának egyik daláról kapta a címét, melyben egy űrhajóról énekeltek. Első albumuk Dragon Fly címmel 1974-ben jelent meg.

## Diszkográfia
- Dragon Fly (1974)
- Red Octopus (1975)
- Spitfire (1976)
- Earth (1978)
- Freedom at Point Zero (1979)
- Modern Times (1981)
- Winds of Change (1982)
- Nuclear Furniture (1984)
- Windows of Heaven (1998)
- Jefferson's Tree of Liberty (2008)
- Mother of the Sun (2020)